# 대명 상무 아이스하키단
문경 상무 IHC(Mungyeong Sangmu Ice Hockey Club)는 대한민국 경상북도 문경시에 있었던 아이스하키 선수단이다. 국군체육부대가 운영했던 남자 세미프로 아이스하키단이며, 2012년에 창단되고 2019년에 해단되었다.
강원도에서 개최하는 2018년 동계 올림픽의 좋은 성적과 동계스포츠 저변확대, 그리고 동계스포츠 선수들의 기량 유지에 도움을 주기 위하여 국군체육부대에서 한시적으로 동계스포츠 종목팀들을 운영하기로 결정하고 창단하는 과정에서 탄생하였다. 1990년대 초반까지 상무에 아이스하키 팀이 있었으나 폐지된 바 있다. 대명그룹의 지원을 받아 팀명은 대명 상무로 결정되었다. 서울특별시에 위치한 목동 아이스링크를 홈 경기장으로 사용했지만 아시아리그 아이스하키 2015-16시즌부터는 연고지를 인천으로 이전해 현재는 인천광역시에 위치한 인천 선학국제빙상경기장을 홈경기장으로 사용한다.
군팀 특성상 외국인 선수를 보유하지 못하고 선수층 또한 타팀에 비해 얇으나 제68회 전국종합 아이스하키 선수권대회 우승과 2013-14 아시아리그 아이스하키에서 플레이오프 준결승까지 올라가는 등 첫 시즌부터 뛰어난 활약을 보여주고 있다.
2016년 후원사이던 대명그룹이 자체적인 프로 아이스하키단 대명 킬러웨일즈를 창설함에 따라 후원사가 사라졌다. 2016-17 아시아리그 아이스하키 잔류여부가 불투명해졌으나, 2016년 4월 트라이아웃을 실시하였다. 다만 2021년 모기업의 재정난으로 팀이 해체되었다.

## 선수 명단

### 2013-14년 시즌
2013-14 시즌

#### 코칭 스태프
- 감독: 변선욱

#### 골텐더
- 31 이원
- 50 박성제

#### 디펜스맨
- 14 김윤환
- 17 오현호
- 20 홍현목
- 27 김현수
- 56 이용준
- 61 이돈구

#### 포워드
- 8 김원중
- 10 정병천
- 11 이유원 (주장)
- 19 김기성
- 36 박우상
- 40 서신일
- 74 안현민
- 87 조민호
- 96 신상우

## 우승
- 제68회 전국종합 아이스하키 선수권대회 (2013년)

## 참고 문헌
- “스포츠지원포털 등록 현황”. 대한체육회.